# Trichosacme
Trichosacme es un género monotípico de planta fanerógamas de la familia Apocynaceae. Contiene una única especie: Trichosacme lanata Zucc.. Es originario de América Central donde se encuentra en México (Tamaulipas) en las rocas calcáreas.

## Descripción
Son enredaderas sufrútices que alcanzan los 75 cm de alto, poco ramificadas, formado órganos subterráneos de raíces fibrosas. Los brotes densamente sedosos  en toda la superficie; de látex con olor desagradables. Las hojas son cortamente pecioladas; herbáceas de 3.5-5 cm de largo y 2-2.5 cm de ancho, elípticas o aovadas, obtusas o basalmente cordadas, el ápice obtuso o acuminado, densamente sedoso o lanudos; coléteres ausente.
Las inflorescencias son extra-axilares, casi tan largas como las hojas adyacentes, con 6-10 flores, simples,  pedunculadas, los pedúnculos más largos que los pedicelos, densamente sedosos  en toda la superficie; los pedicelos casi obsoletos. Las flores son malolientes.

## Taxonomía
Trichosacme lanata fue descrita por Joseph Gerhard Zuccarini y publicado en Abhandlungen der Mathematisch-Physikalischen Classe der Königlich Bayerischen Akademie der Wissenschaften 4(2): 12. 1846.